# Yo soy del sur
Yo soy del sur fue un talent show emitido por Canal Sur Televisión. 
Estaba presentado por María del Monte y en él competían cantantes de sevillanas. El programa se estrenó el 11 de junio de 2016, y comenzó como un reemplazo veraniego del concurso Se llama copla, y estaba previsto que tras el verano el concurso de copla volviera a Canal Sur. Sin embargo, las altas cifras de audiencia que consiguió Yo soy del sur semana a semana, llegando a superar el medio millón de espectadores, hicieron que se alargara su duración más allá del verano y que se cancelara la emisión de Se llama copla.
Tras 3 ediciones de adultos y 2 de niños, el programa finalizó su andadura el 29 de junio de 2019.

## Temporadas
| Temporada | Temporada | Galas | Estreno                 | Final               | Ganador       |
| --------- | --------- | ----- | ----------------------- | ------------------- | ------------- |
|           | 1         | 50    | 11 de junio de 2016     | 3 de junio de 2017  | Julia Garrido |
|           | 2         | 38    | 9 de septiembre de 2017 | 2 de junio de 2018  | Ana de Caro   |
|           | 3         | 41    | 8 de septiembre de 2018 | 22 de junio de 2019 | María Márquez |

|Gala Yo soy del sur 1 Artistas: Sal Marina, Hermanas Alarcón, Requiebros, Los del Guadalquivir, Onuba, El Mani, María de la Colina, Las Soles, Aires de Lebrija, Chiquetete, Brumas, Niña Pastori, Manguara, Makarines, Sylvia Pantoja, Erika Leiva, Amigos de Gines, Antonio Cortés, Manuel Orta y Melhaza, Salomé Pavón, Cantores de Híspalis, Ecos del Rocío, Raimundo Amador, Melody y Lorenzo Molina, Ainhoa Arteta, José Mercé, Joana Jiménez, Paco Candela, Raya Real, Argentina, Diana Navarro, Abraham Mateo, David DeMaría, Camela, Sombra y Luz, Laura Gallego, Pitingo, Triana, Sweet California, Ana Mena, Marta Quintero, Kiko y Shara, Las Migas, Conchita, Raúl el Balilla, La Húngara, D Montoya, Manu Tenorio y María Toledo, DMEI, Coraluna, Medina Azahara, Las Carlotas, La Canastera, Menta y Romero, Fernando Soto, Manuel Lombo, Albahaca, Miguel Ángel "El Canario", Los de la O y Jonathan Santiago.
|Gala Yo soy del sur 2 Artistas: María de la Colina, Lubricán, Manuel Linares, Jonathan Santiago, Marisol Bizcocho, Rocío Ojuelos, Antonio Cortés, Malandar, Menta y Romero, Los de la O, Bordón 4, Makarines, Manolo Mármol, Manolo Sarriá, Ecos del Rocío, Las Carlotas, Salvador García "Pitu", Manguara, Julia Garrido, Isabel Fayos, Somos del Sur, Fernando Soto, Sergio el Duende, Sanlu, Salmarina, Álex Ortiz, El Mani, Amigos de Gines, Álvaro Vizcaíno, Paco Millán, Antonio "El Raya", Fely Perejón, Erika Leiva, Farru, Los del Guadalquivir, Raya Real, Manuel Cuevas, Juanini, Pitingo, Melhaza, Sal Marina, Antonio Canales, Requiebros, Joana Jiménez, Paco Cepero y Samuel Serrano, Ritmo del Sur, Brumas, Diego Carrasco, Pablo Alborán, Las Soles, Marta Quintero, Media Luna, David DeMaría y Paco Candela.
|Gala Yo soy del sur 3 Artistas: El Farru, Almorada, Brumas, Edu Soto, Feliciano Pérez-Vera, Sanlu, Sal Marina, Juan José Padilla, Las Soles, Menta y Romero, Paco Montalvo, María Terremoto, Julia Garrido, Rocío Ojuelos, Pilar Ortiz, Manuel Berraquero, Lubricán, Ana de Caro, Fran Cortés, Paco Candela, La Tralla, Adrián Benítez, Marisol Bizcocho, Amigos de Gines, Antonio Alemania y María Carrasco, Ecos del Rocío, Requiebros, El Tren de los Sueños, Malandar, Alicia Gil, Manguara, Manuel Orta, Isabel Fayos, Aires del Camino, Marta Quintero, Las Carlotas, Los Romeros de la Puebla, Los Marismeños, Carlos Herrera, Salvador García “Pitu”, Fernando Soto, Jonathan Santiago, Rafael Riqueni, Diana Navarro, Virginia Gámez, La Húngara, Melody, Raya Real, Erika Leiva, Manuel Cuevas, José Pérez Leal 'El Sacri', Alex Ortiz, Los Maravillas, Ecos de Sierra Morena, Rocío Guerra, Macanita de Jerez y Paco Cepero, Sal y Son, María Toledo, Onuba, Laura Gallego, Makarines y Hermanos Franco.

## Jurado
| Miembro del jurado  | Temporada | Temporada | Temporada |
| Miembro del jurado  | 1         | 2         | 3         |
| ------------------- | --------- | --------- | --------- |
| Pive Amador         |           |           |           |
| Cecilia Gómez       |           |           |           |
| Pepe "el Marismeño" |           |           |           |

## Equipo
Los nombres se registran por orden cronológico de debut, en cada sección, de arriba abajo, del debut más antiguo al más reciente

### Presentador
Presentador fijo
| Edición         | 1         | 2         | 3         |
| Año             | 2016-2017 | 2017-2018 | 2018-2019 |
| --------------- | --------- | --------- | --------- |
| María del Monte |           |           |           |

### Miembros fijos del jurado
| Jurado              | Profesión         | Duración    | Ediciones |
| ------------------- | ----------------- | ----------- | --------- |
| Pive Amador         | Productor musical | 2016 - 2019 | 1, 2, 3   |
| Pepe "el Marismeño" | Cantante          | 2016 - 2019 | 1, 2, 3   |
| Cecilia Gómez       | Bailaora          | 2016 - 2019 | 1, 2, 3   |